# Tournoi féminin de la zone B de l'UFOA
Ne doit pas être confondu avec Tournoi féminin de la zone A de l'UFOA.
Le Tournoi féminin de la zone B de l'UFOA est une compétition de football féminin réunissant les sélections nationales de la zone B de l'Union des fédérations ouest-africaines de football .

## Histoire
La première édition du tournoi a lieu du 10 au 24 février 2018 à Abidjan et voit la victoire de l'équipe du Ghana.

### Palmarès
Le tableau suivant retrace pour chaque édition de la compétition le palmarès du tournoi et la ville hôte.
| N° | Édition | Ville hôte | Or      | Argent        | Bronze  | Quatrième |
| -- | ------- | ---------- | ------- | ------------- | ------- | --------- |
| 1  | 2018    | Abidjan    | Ghana   | Côte d'Ivoire | Nigeria | Mali      |
| 2  | 2019    | Abidjan    | Nigeria | Côte d'Ivoire | Ghana   | Mali      |